# 费青
费青（1907年—1957年）号图南，又号仲南，曾用笔名胡冈，江苏省吴江县人，中华民国及中华人民共和国法学家。

## 生平
高中畢業後考入東吳大學醫學預科。“五卅”事件，費邀請惲代英、蕭楚女演講來東吳演講；並組織東吳大學學生會，創辦“平成工人義務夜校”。1926年，被推舉為全國第八屆學生代表大會江蘇代表，赴廣州參會。回蘇後因遭孫傳芳通緝離開蘇州。費後來轉學至東吳大學法學院（上海）就讀法專。1929年畢業後，经东吴大学法学院院长吴经熊介绍，到四川新改为国立的国立成都大学（四川大学的前身，时任校长张澜）任教，讲授国际公法、罗马法、英美法等课程。1931年回到上海，经老师刘世芳介绍，进入暨南大学任讲师，讲授罗马法课程。同年下半年赴北平，经刘志敭介绍，在北平朝阳学院（即朝阳大学，1930年后更名为朝阳学院）任讲师，讲授英美法课程。1932年，费青曾在上海和同学袁仰安等人担任执业律师。
1934年，参加清华大学第二届留美公费考试，与张光斗、宋作楠、曾炳钧、赵九章、钱学森、夏鼐等20人被录取，费青是该年法科录取的唯一一人（国际私法门）。費青因英美法系与中華民國現行法差距太大，故申请转赴德国。经一年德语补习后，赴德国柏林大学研究院攻讀法哲学。。
1938年春，费青学成归国。曾到南洋群岛（印度尼西亚）看望大哥费振东，并在苏门答腊、槟榔屿休养半年多。其间，弟弟费孝通获博士学位后经新加坡回国，费青与大哥费振东到新加坡费孝通会面，这是兄弟三人时隔十余年后的再度相聚。1938年底，费青经越南西贡沿着滇越铁路到中国云南，在云南大学法学院和西南联合大学（北京大学）法学院任教（费孝通已于1938年10月到云南大学社会学系任教授）。在西南联合大学（北京大学）法学院任教期间，费青历任讲师、副教授、教授，讲授过民法、法理学、国际私法、诉讼实习、法医学等课程（其中法理学1938至1939年度始由费青开设，费青1940年回上海养病后由燕树棠接任）。因为同时在西南联合大学及云南大学任教，费青每周授课达二十余小时。因教学劳累，且昆明海拔过高而气压低，费青的喘病加重。1940年夏，日军飞机开始轰炸昆明，昆明没有防空设备，空袭警报时人们只能跑到郊外躲避，俗称“跑警报”。当时费青因喘病已无力“跑警报”，同住的费孝通夫妇也只能陪着费青不“跑警报”，这就更加危险。学校校医劝费青快离开昆明。1940年秋，费青携妻子叶筠，经越南回到上海。
1940年秋，费青回到上海任东吴大学法学院法律系主任。曾任《东吴法学院年刊》（第3卷，1944年）总编辑的潘汉典在其东吴大学法学院“1944年纪级史”（现在通称1944届）中记载：“开学后匝月，费青先生远道来沪，归母校长法律系。吾级首受陶熔，法学阶梯即由此而升。”1941年12月，太平洋战争爆发。1942年1月8日，东吴大学校董会一致通过“停办学校案”。教务长盛振为率部分师生到内地大后方。留在上海的大部分师生共200余人无所依靠。1942年2月，费青、张中楹、刘哲民、艾国藩、卢于舫、姚启胤等教师商定“费青为教务长，鄂森为秘书长，吴芷芳为副教务长，安绍云为会计主任，刘哲民为会计系主任”。费青与张中楹、王遂征等教师以“董法记”（东吴大学法学院的谐音）的名义，暂借上海法租界南昌路中华职业教育社的地址恢复上课。此后学校在10个月内四易地址，稍稳定后，学校由“董法记”改成“中国比较法学院”（为原东吴大学法学院英文名称“The Comparative Law School of China”的直译，以前一直译成“东吴法律专科”）。
1943年9月，费青独自离开上海，经蚌埠、界首、洛阳、宝鸡等地，到达重庆，出任复旦大学法律系教授和私立朝阳学院（重庆分院）教授，讲授民法、法理学、国际私法等课程，与复旦大学法学院教授、系主任张志让（曾是费青的老师）以及私立朝阳学院（重庆分院）主任闵刚侯（是费青在东吴法学院1932届的校友）来往很多。
1945年8月抗日战争胜利，费青应邀回到西南联合大学（北京大学）法律系任教授，讲授国际私法、民法物权、民法债编等课程（且同时在云南大学法律系兼课）。从抗日战争胜利到1950年，费青除开设国际私法课程外，还开设有社会发展史、马列主义法律理论等课程。
在“一二·一”运动中，费青与周炳琳、钱端升、燕树棠、赵凤喈以及法律系助教被西南联合大学教授会推举组成法律委员会。费青与蔡枢衡合作撰写了两份态度强硬的告诉状，获得西南联合大学教授会通过。费青还在1945年12月13日出版的《时代评论》第7期上发表了署名文章《惨案的法律解决》。1946年西南联合大学解散，费青随北京大学复员北平。边教书，边以律师身份支持学生反饥饿、反内战运动。在1946年“沈崇事件”中，费青发挥过重要作用。费青还曾任《中建半月刊》（北平版）和《新建设》主编。
1949年北平和平解放后，费青任北京大学教授、法律系主任，北京政法学院（中国政法大学的前身）教授、副教务长，是中华人民共和国当时仅有的三位法学二级教授之一。并曾任中央人民政府最高人民法院委员、中国政法学会理事和研究部副主任、中央人民政府法制委员会专门委员及外事法规委员会主任委员、全国政协委员等职。曾协助董必武起草制定1954年《中华人民共和国宪法》。
1957年，费青在江苏无锡病逝，享年51岁。

## 著作
- 白晟 编，费青文集，商务印书馆，2015年

## 家庭
- 父：费璞安
- 长兄：费振东
- 姐：费达生
- 三弟：费霍
- 四弟：费孝通[3]
- 独子：费平成